# Milanese
Milanese é um sobrenome da onomástica da língua italiana de origem topográfica cujos primeiros registros que se têm notícia estão na província de Treviso, norte da Itália. Outras variações possíveis para o sobrenome são: Milanesi, Milanezi, Milanez e Milanês. Contudo, quando da aquisição de cidadania italiana, os sobrenomes são por norma retificados para a grafia original do antepassado italiano.

## Origem do sobrenome
Mesmo hoje em dia, milanese se refere ao gentílico daquele originário da cidade de Milão (Milano em italiano). Tal sobrenome remonta ao latim mediolanum, composto de medio ("no meio de") e lanum, forma alterada de "planum" ("plano, planície"), o que significaria "[cidade que fica] no meio da planície". O termo torna-se sobrenome quando a primeira pessoa começou a se destacar das demais pela expressão referida a si "fulano de Milano" ou "fulano milanese". 
A designação passou então aos descendentes – no plural –, pois era um tempo em que componentes de uma família viviam juntos em suas propriedades. Em torno de 70% dos sobrenomes italianos estão na forma plural devido a tal fato.
No volume 1 do livro Imigrantes italianos em Itatiba há a seguinte citação:
Entre os anos de 1887 e 1892, várias famílias “Milanez” vieram para o Brasil . (...) encontramos o registro de entrada desses imigrantes cujos sobrenomes eram originalmente “Milanesi” ou “Milanese”.
Há, contudo, um grupo familiar também denominado Milanez ou Milanês, que se estabeleceu no Nordeste do Brasil em nome da Coroa portuguesa ainda nos idos do século 17 e cuja origem não está bem esclarecida. Durante as épocas do Brasil colonial e republicano, seus membros ocuparam funções sobretudo militares e eclesiásticas, tendo como um de seus representantes mais ilustres o senador republicano Abdon Milanez.